# غيم ستار (مجلة)
غيم ستار (بالإنجليزية: GameStar)‏ ، هي مجلة ألمانية مختصة لألعاب الكمبيوتر تصدر شهرياً وتتحدث عن أهم إصدارات الألعاب الإلكترونية، وتقع مقرها في جمهورية ألمانيا الاتحادية.